# (2453) Wabash
(2453) Wabash est un astéroïde de la ceinture principale découvert le 30 septembre 1921 par l'astronome allemand Karl Wilhelm Reinmuth. Le lieu de découverte est Heidelberg (024). Sa désignation provisoire était A921 SA.
Sa distance minimale d'intersection de l'orbite terrestre est de 1,665820 ua.